# Avioth
Avioth je francouzská obec v departementu Meuse v regionu Grand Est. V roce 2013 zde žilo 136 obyvatel.

## Poloha
Sousední obce jsou: Breux, Montmédy, Thonne-la-Long a Thonnelle.

## Vývoj počtu obyvatel
Počet obyvatel 